# Amaurohydnum flavidum
Amaurohydnum flavidum är en svampart som beskrevs av Jülich 1978. Amaurohydnum flavidum ingår i släktet Amaurohydnum och familjen Meruliaceae.   Inga underarter finns listade i Catalogue of Life.